# Stopa sześcienna
Stopa sześcienna war ein polnisches Volumenmaß und galt als der polnische Kubikfuß.
- 1 Stopa sześcienna = 0,024 Kubikmeter[1]